# Яблунівка (Тернопільський район)

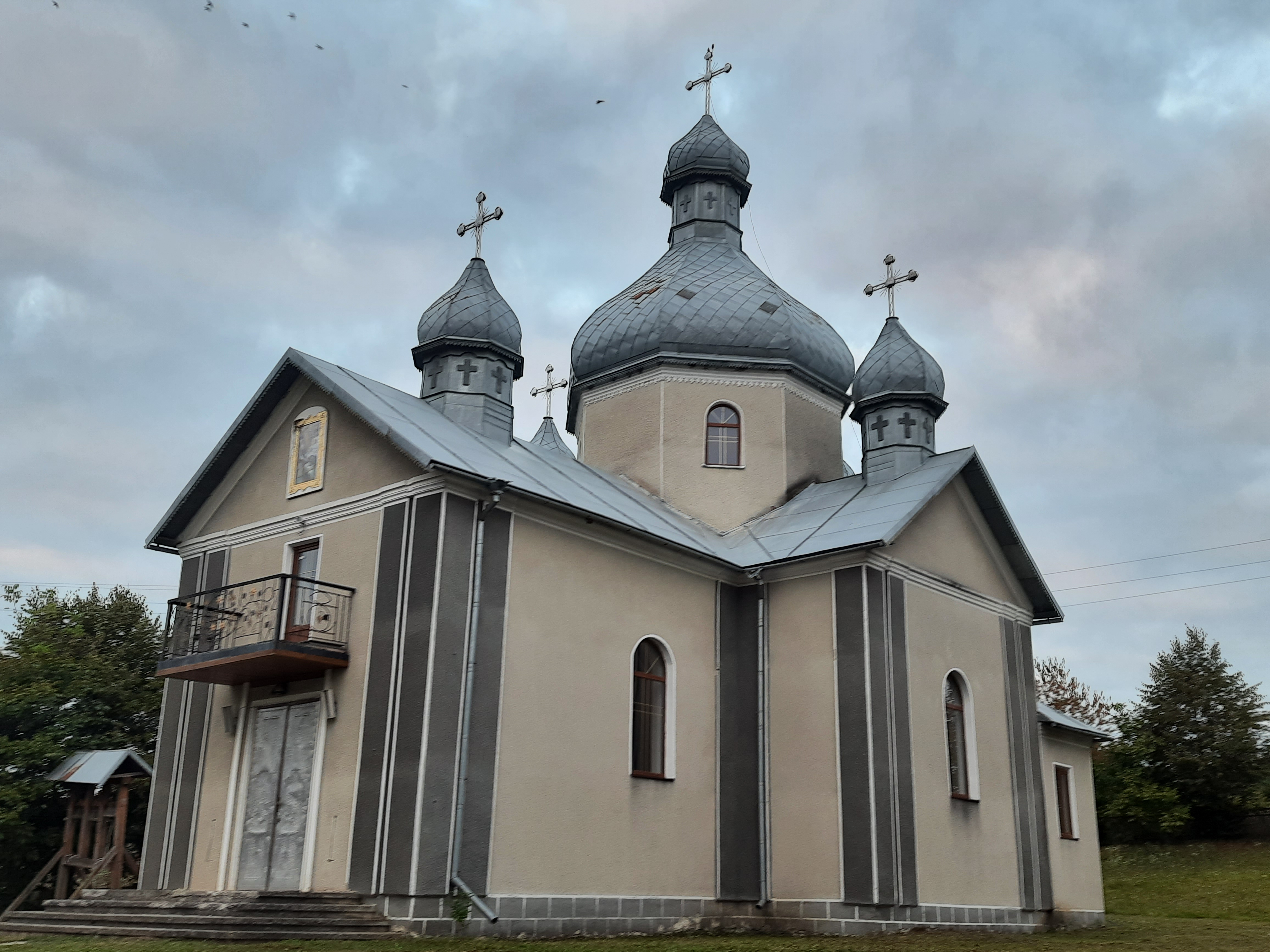
Церква Різдва Івана Хрестителя

Яблуні́вка —  село в Україні, у Підгаєцькій міській громаді , Тернопільського району Тернопільської області. Розташоване на півдні району. До 2020 року було підпорядковане Угринівській сільраді. До 1990 року належало до Бережанського району. 
Населення — 449 осіб (2007).

## Географія
Селом тече річка Яблунівка.

## Історія
Перша писемна згадка — 1450.
1785 р. в селі було 30 дворів, 140 жителів; 1861 р. – 418 жителів; 1990 р. – 104 двори, 670 жителів; 1921 р. – 131 двір, 663 жителі; 1931 р. – 162 двори, 704 жителі; 1939 р. – 770 жителів. 
У Яблунівці діяв фільварок дідича Ф. Бохенського (розпайований між місцевим населенням 1922).
Першим учителем був Віцко Бадран; згодом – Павло Гайдукевич, який став ще й організатором громадського життя (дириґував хором при читальні “Просвіти”, провадив місцеву “Січ”; згодом – сотник УГА, учасник визвольних змагань; опісля жив у м. Прага (Чехія), де вчителював у середній школі).
Діяли «Просвіта», «Січ», «Сільський господар», «Рідна школа» та інші товариства, кооператива "Згода".
Також був польський народний дім, в якому розміщувалися “Кулко рольніче” (споживча кооператива), польські об’єднання “Стрільці” (напіввійськова організація молоді) та “Оброна Народова” (військова озброєна організація).
12 червня 2020 року, відповідно до розпорядження Кабінету Міністрів України № 724-р «Про визначення адміністративних центрів та затвердження територій територіальних громад Тернопільської області» увійшло до складу Підгаєцької міської громади.
19 липня 2020 року, в результаті адміністративно-територіальної реформи та ліквідації Підгаєцького району, село увійшло до складу Тернопільського району.

## Населення

### Мова
Розподіл населення за рідною мовою за даними перепису 2001 року:
| Мова       | Кількість | Відсоток |
| ---------- | --------- | -------- |
| українська | 464       | 99.78%   |
| російська  | 1         | 0.22%    |
| Усього     | 465       | 100%     |

## Пам'ятки
Є церква Різдва Івана Хрестителя (1994, мурована), капличка (1992).
Споруджено пам'ятник воїнам-односельцям, полеглим у німецько-радянській війні, встановлено пам'ятний хрест на честь скасування панщини (відновлено 1992) і пам'ятний знак воякові УПА М. Фучу (1994).

## Соціальна сфера
Діють загальноосвітня школа І ступеня, клуб, бібліотека, ФАП, відділення зв'язку, торговельний заклад.

## Відомі люди

### Народилися
- Володимир Чистух (нар. 1957) - український педагог, краєзнавець
- Дмитро Шкіль (нар. 1952) - громадський діяч .